# Susperia
Susperia é uma banda  norueguesa de influências black metal. 

## História
Susperia foi criada pelo baterista Tjodalv e pelo guitarrista Cyrus.  Só depois de Tjodalv ter saído do Dimmu Borgir é que este projeto ganhou vida.
Em Agosto de 1999 Athera e Tjodalv conheceram-se no  Wacken Open Air Festival e Athera, depois de ouvir algum material, aceitou ser vocalista da banda.  Memnock, amigo de Athera, juntou-se á banda pouco depois.
Em Dezembro desse ano é gravada a primeira demo, Illusions of Evil.  Mustis gravou as partes de piano. Mais tarde assinaram com a Nuclear Blast.
Originalmente, o nome da banda era Seven Sins, mas mudaram o nome para Susperia, devido ao filme Suspiria. 
Embora os próprios integrantes do grupo não se considerem uma banda black metal, Susperia normalmente é entendido como black metal melódico, em virtude do foco que é dado aos vocais mais limpos e guitarras mais claras que o tradicional black metal, sem no entanto comprometer a proposta black metal.
O lema da banda é “ Não há limites”. Esta filosofia reflete-se no álbum Unlimited.
Após quase uma década desde o último lançamento, o Susperia retorna com o álbum The Lyricist, lançado no dia 16 de março de 2018, via Agonia Records.

## Membros
- Tjodalv (Kenneth Åkesson) - bateria (ex-Dimmu Borgir, ex-provisório Old Man's Child, Black Comedy, ex-Requiem)
- Athera (Pål Mathisen) - vocais (Metadox, Vanaheim, Ringnevond)
- Cyrus (Terje Andersen) - guitarra (Crownfall, Sensa Anima)
- Memnock  - baixo (Metadox, Old Man's Child, Vanaheim, Lost in Time, Black Comedy)
- Elvorn (Christian Hagen) - guitarra (Ringnevond, Vanaheim, Vidder)

### Ex membros / membros provisórios
- Mustis - Synthesizadores do demo Illusions Of Evil"(Dimmu Borgir, Vidder)
- Marius Strand - vocalista convidado em Venting the Anger (Black Comedy)

## Discografia
- Illusions Of Evil (demo, 2000)
- Predominance (álbum, 2001)
- Vindication (álbum, 2002)
- Unlimited (álbum, 2004)
- Devil May Care (EP, 2005)
- Cut from Stone (álbum, 2007)
- Attitude (álbum, 2009)
- The Lyricist (2018)